# Nikolaj Majorov
Nikolaj Majorov, ros. Николай Майоров Nikołaj Majorow (ur. 18 sierpnia 2000 w Luleå) – szwedzki łyżwiarz figurowy pochodzenia rosyjskiego, startujący w parach tanecznych z Milla Ruud Reitan, a wcześniej w konkurencji solistów. Uczestnik igrzysk olimpijskich (2022), uczestnik mistrzostw świata i Europy, medalista zawodów międzynarodowych i mistrz Szwecji solistów (2020).
Jego rodzice pochodzą z Rosji. Wyemigrowali do Szwecji, gdzie podjęli pracę jako trenerzy łyżwiarstwa figurowego. Jego starszy brat Alexander Majorov również reprezentował Szwecję w konkurencji solistów.

## Osiągnięcia

### Pary taneczne

#### Z Millą Ruud Reitan
| Mistrzostwa świata        | 28 |
| Mistrzostwa Europy        | 27 |
| CS Budapest Trophy        | 8  |
| CS Memoriał Dienisa Tiena | 4  |
| CS Nebelhorn Trophy       | 13 |

### Soliści
| Zawody                                | 11–12          | 13–14          | 14–15          | 15–16          | 16–17          | 17–18          | 18–19          | 19–20          | 20–21          | 21–22          | 22–23          |                |                |                |                |                |                |
| Międzynarodowe                        | Międzynarodowe | Międzynarodowe | Międzynarodowe | Międzynarodowe | Międzynarodowe | Międzynarodowe | Międzynarodowe | Międzynarodowe | Międzynarodowe | Międzynarodowe | Międzynarodowe | Międzynarodowe | Międzynarodowe | Międzynarodowe | Międzynarodowe | Międzynarodowe | Międzynarodowe |
| ------------------------------------- | -------------- | -------------- | -------------- | -------------- | -------------- | -------------- | -------------- | -------------- | -------------- | -------------- | -------------- | -------------- | -------------- | -------------- | -------------- | -------------- | -------------- |
| Zimowe igrzyska olimpijskie           |                |                |                |                |                |                |                |                |                | 21             |                |                |                |                |                |                |                |
| Mistrzostwa świata                    |                |                |                |                |                |                |                | C              | 23             | 19             |                |                |                |                |                |                |                |
| Mistrzostwa Europy                    |                |                |                |                |                |                | 27             | 15             |                | WD             |                |                |                |                |                |                |                |
| GP Grand Prix Espoo                   |                |                |                |                |                |                |                |                |                |                | 6              |                |                |                |                |                |                |
| CS Finlandia Trophy                   |                |                |                |                |                |                | 17             |                |                | 17             | 7              |                |                |                |                |                |                |
| CS Golden Spin of Zagreb              |                |                |                |                |                |                | 14             |                |                | WD             |                |                |                |                |                |                |                |
| CS Ice Challenge                      |                |                |                |                |                |                |                |                |                |                | 8              |                |                |                |                |                |                |
| CS Nebelhorn Trophy                   |                |                |                |                |                |                |                | 8              | 3              |                |                |                |                |                |                |                |                |
| CS Warsaw Cup                         |                |                |                |                |                |                |                | 11             |                | 14             |                |                |                |                |                |                |                |
| Bavarian Open                         |                |                |                |                |                |                |                | 2              |                |                |                |                |                |                |                |                |                |
| NRW Trophy                            |                |                |                |                |                |                |                |                |                | 2              |                |                |                |                |                |                |                |
| Volvo Open Cup                        |                |                |                |                |                |                | 7              |                |                |                |                |                |                |                |                |                |                |
| Międzynarodowe: Kategorie młodzieżowe |                |                |                |                |                |                |                |                |                |                |                |                |                |                |                |                |                |
| Mistrzostwa świata juniorów           |                |                |                |                | 31             |                | 21             | 13             |                |                |                |                |                |                |                |                |                |
| JGP w Kanadzie                        |                |                |                |                |                |                | 9              |                |                |                |                |                |                |                |                |                |                |
| JGP na Litwie                         |                |                |                |                |                |                | 7              |                |                |                |                |                |                |                |                |                |                |
| Olimpijski festiwal młodzieży Europy  |                |                |                |                | 10             |                |                |                |                |                |                |                |                |                |                |                |                |
| Krajowe                               |                |                |                |                |                |                |                |                |                |                |                |                |                |                |                |                |                |
| Mistrzostwa Szwecji                   | 3 N            | 3 N            | 1 N            | 1 J            |                | 2 J            | 2              | 1              |                |                |                |                |                |                |                |                |                |